# Hornoborišovská dolina

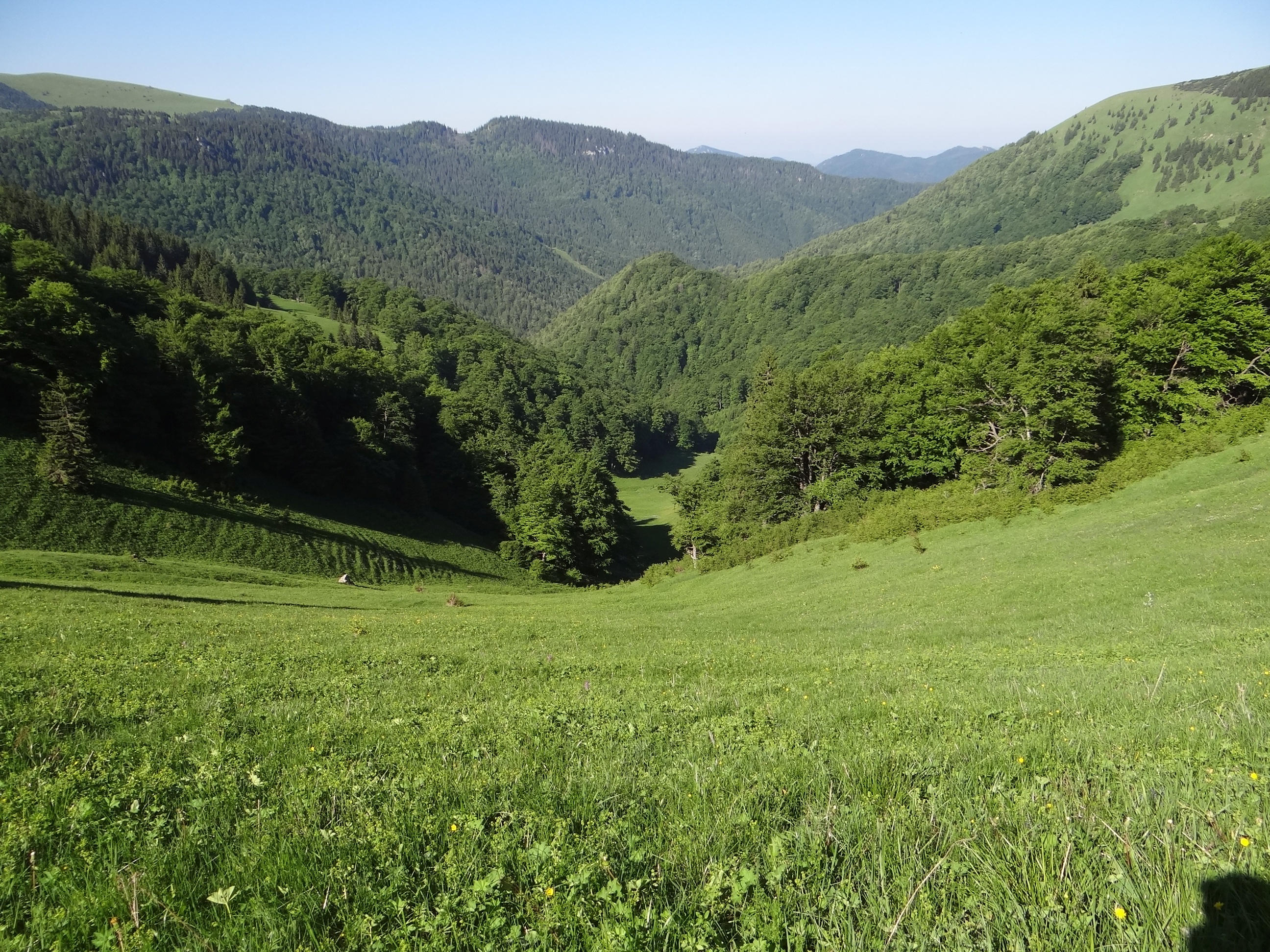

Hornoborišovská dolina – górna część Necpalskiej doliny (słow. Necpalská dolina) w grupie górskiej Wielkiej Fatry w Karpatach Zachodnich na Słowacji. Wcina się między zbocza Borišova (1510 m) i Ploski (Ploská, 1532 m). Opada z północy na południe, niżej zakręcając na południowy zachód.
Dolną część stoków Hornoborišovskiej doliny porasta las, górna jest trawiasta. Zbocza Ploski są w większości trawiaste, gładkie, strome i mają stały kąt nachylenia. Powoduje to, że zimą do doliny zsuwają się lawiny. Ostrzega przed nimi tablica informacyjna przy szlaku turystycznym z Ploski do Chaty pod Borišovom. 

## Szlaki turystyczne
Doliną na całej długości wiedzie niebiesko znakowany szlak turystyczny z Necpál do Chaty pod Borišovom.
  Necpaly – Necpalská dolina – Balcierovo – Chata pod Borišovom. Deniwelacja 850 m, odległość 14,5 km, czas przejścia 4,20 h, ↓ 3,35 h.